# Icon (álbum de Nirvana)
Icon es un álbum recopilatorio del grupo musical estadounidense de grunge Nirvana. Fue lanzado el 31 de agosto de 2010 por el sello discográfico Universal Records.
Icon es el segundo álbum de colección de grandes éxitos de Nirvana. El álbum fue parte de la serie Icon, lanzada por Universal Music Enterprises, que contó con más lanzamientos éxitos de "30 grandes artistas que abarcan rock, pop, R&B y música country."
El álbum recopilatorio incluye «You Know You're Right», canción estrenada en 2002, en el primer álbum de grandes éxitos, titulado Nirvana, así como los cuatro sencillos de Nevermind lanzados por la banda en 1991 («Smells Like Teen Spirit», «Come as You Are», «Lithium» e «In Bloom») y tres sencillos lanzados en 1993 del siguiente álbum In Utero («Heart-Shaped Box», «Pennyroyal Tea» y «Rape Me»), además de una canción del álbum In Utero («Dumb»). 
El álbum también incluye el sencillo del Unplugged en Nueva York de MTV («About a Girl») y la versión acústica de «All Apologies», que originalmente fue un sencillo del álbum de estudio In Utero de 1993.

## Lista de canciones
| N.º   | Título                                                              | Duración |  |
| 1.    | «You Know You're Right» (de Nirvana)                                | 3:37     |  |
| 2.    | «Smells Like Teen Spirit» (de Nevermind)                            | 5:02     |  |
| 3.    | «Come as You Are» (de Nevermind)                                    | 3:40     |  |
| 4.    | «Lithium» (de Nevermind)                                            | 4:17     |  |
| 5.    | «In Bloom» (de Nevermind)                                           | 4:15     |  |
| 6.    | «Heart-Shaped Box» (de In Utero)                                    | 4:40     |  |
| 7.    | «Pennyroyal Tea» (de In Utero, remix del sencillo «Pennyroyal Tea») | 3:36     |  |
| 8.    | «Rape Me» (de In Utero)                                             | 2:50     |  |
| 9.    | «Dumb» (de In Utero)                                                | 2:31     |  |
| 10.   | «About a Girl» (versión acústica de MTV Unplugged in New York)      | 3:08     |  |
| 11.   | «All Apologies» (versión acústica de MTV Unplugged in New York)     | 3:45     |  |
| 39:21 |                                                                     |          |  |

## Posición en las listas
| Año  | Lista              | Posición |
| ---- | ------------------ | -------- |
| 2010 | Greek Albums Chart | 37       |

## Personal
- Kurt Cobain: Voz y guitarra.
- Krist Novoselic: Bajo.
- Dave Grohl: Batería.